# أنقليس ثعباني دقيق
أنقليس ثعباني دقيق (الاسم العلمي: Xyrias revulsus) هو نوع من الأنقليس، يتبع فصيلة الأنقليس الثعباني.